# Euploea oceanis
Euploea oceanis är en fjärilsart som beskrevs av William Doherty 1891. Euploea oceanis ingår i släktet Euploea och familjen praktfjärilar. Inga underarter finns listade i Catalogue of Life.